# Bojan Jokić
Bojan Jokić (* 17. května 1986 Kranj) je slovinský profesionální fotbalista, který hraje ne pozici levého obránce. Od léta 2022, kdy mu skončila smlouva s ruským klubem FK Ufa, je bez angažmá. Mezi lety 2006 a 2019 odehrál také 100 utkání v dresu slovinské reprezentace, ve kterých vstřelil 1 branku.

## Reprezentační kariéra
Bojan Jokić působil ve slovinské mládežnické reprezentaci U21.
V A-mužstvu Slovinska debutoval 28. 2. 2006 na přípravném turnaji Cyprus International Tournament proti domácímu týmu Kypru (výhra 1:0).
Zúčastnil se Mistrovství světa 2010 v Jihoafrické republice, kde Slovinci obsadili se čtyřmi body nepostupovou třetí příčku základní skupiny C. Jokić nastoupil ve všech třech zápasech skupiny (postupně proti Alžírsku, USA a Anglii).